# Pisa muscosa
Pisa muscosa is een krabbensoort uit de familie Epialtidae. De wetenschappelijke naam werd gepubliceerd in 1758 door Carl Linnaeus in de tiende editie van Systema naturae.